# Dahomey (film)
Dahomey è un film documentario del 2024 diretto da Mati Diop. 
Il film è stato presentato il 18 febbraio 2024, venendo incluso in concorso alla 74ª edizione del Festival internazionale del cinema di Berlino, aggiudicandosi poi l'Orso d'oro.
La pellicola racconta della restituzione al Benin di ventisei oggetti trafugati del Regno di Dahomey durante la guerra di colonizzazione e conservati al Musée du quai Branly di Parigi.

## Trama
Il film segue il viaggio della restituzione dei 26 tesori reali del Dahomey che, nel mese di novembre del 2021, vengono trasferiti da Parigi a Porto Novo nell'attuale Benin. Queste opere, insieme ad altre migliaia, furono saccheggiate durante l'invasione delle truppe coloniali francesi nel 1892.

## Distribuzione
Il film è stato presentato ufficialmente il 18 febbraio 2024, venendo incluso in concorso alla 74ª edizione del Festival internazionale del cinema di Berlino; il 24 febbraio seguente, si è aggiudicato l'Orso d'oro come miglior film.
La distribuzione nelle sale francesi è prevista per il 25 settembre dello stesso anno.

## Accoglienza
L'aggregatore di recensioni Rotten Tomatoes riporta il 99% di recensioni positive, con un punteggio medio di 7 su 10 basato sul parere di sette critici.

## Riconoscimenti
- 2024 – Festival internazionale del cinema di Berlino[2][3]
  - Orso d'oro
  - In concorso per il Miglior documentario
- 2025 – Premio César[8]
  - Candidatura per il miglior documentario
- 2025 – Premio Lumière[9]
  - Candidatura per il miglior documentario